# Diogo Queirós
Pour les articles homonymes, voir Queiros.
Diogo Queirós, de son nom complet Diogo Lucas Queirós, est un footballeur portugais né le 5 janvier 1999 à Matosinhos. Il évolue au poste de milieu défensif à l’USL Dunkerque.

## Biographie

### En club
Capitaine des sélections jeunes du FC Porto, il est un joueur majeur du club, remportant à la fois la Premier League International Cup en 2018 et l'UEFA Youth League en 2019, deux compétitions de clubs les plus prestigieuses pour les jeunes joueurs,
Il joue actuellement en deuxième division française avec l'USL Dunkerque,

### En sélection
Grand espoir portugais, il fait partie de la génération championne d'Europe des moins de 17 ans en 2016. Il joue l'intégralité des matchs lors de ce tournoi, où il officie comme capitaine. Le Portugal l'emporte en finale sur l'Espagne après une séance de tirs au but.
Avec les moins de 19 ans, il participe à deux reprises au championnat d'Europe, en 2017 puis en 2018. Lors de l'édition 2017, il joue quatre matchs. Le Portugal s'incline en finale face à l'Angleterre. Lors de l'édition 2018, il joue deux rencontres du premier tour, où il officie comme capitaine. Le Portugal remporte cette fois-ci le tournoi en battant l'Italie en finale, après prolongation.

## Palmarès
Avec le FC Porto :
- Vainqueur de la Premier League International Cup en 2018
- Vainqueur de l'UEFA Youth League en 2019

Avec le Portugal :
- Vainqueur du championnat d'Europe des moins de 17 ans en 2016 avec l'équipe du Portugal des moins de 17 ans
- Vainqueur du championnat d'Europe des moins de 19 ans en 2018 avec l'équipe du Portugal des moins de 19 ans
- Finaliste du championnat d'Europe des moins de 19 ans en 2017 avec l'équipe du Portugal des moins de 19 ans